# 榮州市
荣州市（：／ Yeongju si */?），是大韩民国庆尚北道北部的一個城市。小白山脈的主峰小白山位於市北。面积668.94平方公里，2008年人口113,930人。

## 历史
1980年4月1日设市。

## 姐妹城市
- 中华人民共和国安徽省亳州市
- 中華民國南投縣南投市、草屯鎮[1]

## 出身名人
- 金桂元：軍人、政治人物及外交官。曾擔任青瓦台秘书长、韩国駐中华民国大使等职。
- 臉紅的思春期：韩国双人女子演唱組合。
- 洪成旻： FANTASY BOYS 成員